# 沓沢朝治
沓沢 朝治（くつざわ あさじ、1896年〈明治29年〉8月18日 - 1983年〈昭和58年〉12月31日）は、日本の鷹匠。クマタカを飼い慣らしてウサギやタヌキなどを捕る、鷹狩の伝統的技法を伝え、「最後の鷹匠」と呼ばれた。

## 略歴
1896年（明治29年）8月18日、山形県最上郡真室川村（現・真室川町）で生まれる。幼い頃より父親について鷹狩の技法を学ぶ。
1955年（昭和30年）、小説家の戸川幸夫が沓沢を取材し、沓沢とその鷹をモデルにした短編小説『爪王』（初出『別册文藝春秋』1955年8月号）を発表する。戸川は沓沢のことをサン写真新聞の元同僚から教えられたが、当時は、地元でも沓沢が鷹匠であることは知られておらず、鷹を飼っている老人という程度にしか認識されていなかったという。なお、沓沢は鷹に名前をつけていなかったが、戸川が小説中で「吹雪」と命名したため、モデルとなった鷹も「吹雪」の名で呼ばれるようになった（ただし、小説中の吹雪がメスであるのに対し、実在の吹雪はオスである）。
1957年（昭和32年）、吹雪が大映の記録映画『白い山脈』（今村貞雄監督）に野性のタカ役で出演。1960年（昭和35年）、吹雪が東宝の映画『地の涯に生きるもの』（久松静児監督、原作は戸川幸夫『オホーツク老人』）に知床半島のワシ役で出演。
1962年（昭和37年）1月25日、日本テレビ系の「ノンフィクション劇場」（牛山純一制作）で、朝治を題材としたドキュメンタリー「老人と鷹」（西尾善介演出）が放送される。同番組は第15回カンヌ国際映画祭ドキュメンタリー部門ユーロビジョン・グランプリ、第10回民放大会賞テレビ報道社会部門最優秀賞を受賞した。
1967年（昭和42年）、大場満郎が弟子入り。
1974年（昭和49年）、松原英俊が弟子入り。
1976年（昭和51年）、著書『熊鷹の生態』を出版。この頃から写真家の菅原富喜のカメラ取材を受ける。
1983年（昭和58年）12月31日、老衰のため、87歳で真室川町の自宅で死去。

## 著作物
- 真室川町教育委員会編『熊鷹の生態』真室川町、1976年8月。
  - 福嶋明宏編『熊鷹の生態』上毛新聞社出版局、2007年12月。 ISBN 978-4-88058-979-4

## 沓沢朝治を題材とした作品
戸川幸夫『爪王』
短編小説。初出『別册文藝春秋』1955年8月号。真室川流域に住む鷹匠が、雌の若い角鷹（くまたか）を見つける。老いて跡継ぎもない鷹匠は、生涯の最後に名鷹を育てようと決意し、捕らえて「吹雪」と名づけ育てる。あるとき、近くの安楽城村の村長が、村を荒らしてまわる赤狐を退治してほしいと依頼してきた。だが、猪ノ鼻岳で狐と闘った鷹匠と吹雪は、老獪な狐のために一度は敗れてしまう。生還した吹雪は、鷹匠とともに再戦に挑む。
のちに平岩弓枝の脚色によって舞踊劇化されている。また、矢口高雄により『野性伝説 爪王』（初出『月刊ビッグゴールド』1995年8月号 - 1996年7月号）として漫画化されている。
このほか、戸川の『諸国猟人譚 第七話 だまされ双六』（初出『オール讀物』1959年3月号）も沓沢をモデルにした作品である。